# Kirvessaari (ö i Södra Savolax, Pieksämäki)
Kirvessaari är en ö i Finland. Den ligger i sjön Haukivesi och i kommunen Jorois i den ekonomiska regionen  Pieksämäki ekonomiska region  och landskapet Södra Savolax, i den södra delen av landet, 280 km nordost om huvudstaden Helsingfors. Öns största längd är 120 meter i sydöst-nordvästlig riktning.